# Kosinjski zbornik Tomaša Petrinića
Kosinjski zbornik Tomaša Petrinića iz 1503. godine jest rukopisni glagoljski zbornik koji je pop Tomaš Petrinić dovršio 17. prosinca 1503. godine u Banj Dvoru/Banj Stolu - jednom od sela srednjovjekovnog Kosinja i pretpostavljenoj stolici prvih hrvatskih banova. Tomaš Petrinić od plemena Stupića pisao je ovaj zbornik za arhiprezbitera Matiju Gašćanina, držatelja crkve svete Marije u gradu Jeloviku (kasnije Sokolcu) Brinjskom. Danas se ovaj kodeks čuva u Austrijskoj nacionalnoj biblioteci, signatura: Cod. Slav. 78.

## Poveznice
- Tkonski zbornik